# Offroicourt
Offroicourt ist eine französische Gemeinde mit 150 Einwohnern (Stand 1. Januar 2022) im Département Vosges in Grand Est (bis 2015 Lothringen). Sie gehört zum Arrondissement Neufchâteau und zum Gemeindeverband Terre d’Eau. Die Bewohner nennen sich Offroicuriens.

## Geografie
Die Gemeinde Offroicourt liegt am Südrand der Landschaft Xaintois, etwa 40 Kilometer nordwestlich von Épinal. Das Gelände um Offroicourt ist durch Hügel und die breite Flussaue des Val d’Arol, einem linken Nebenfluss des Madon, geprägt. Im Nordwesten hat die Gemeinde größere Anteile an den Forsten Bois de la Haye und Bois Pransieux, weitere Waldgebiete liegen im Südosten (Bois de la Malhaye) des Gemeindegebietes. Charakteristisch für die nähere Umgebung sind die zwei markanten Hügelkuppen Haut de Beaumont (364 m) und Haut de Roussel (353 m), die teilweise mit Weinreben bestanden sind. Der höchste Punkt in der Gemeinde ist eine 402 m über dem Meer liegende namenlose Erhebung im äußersten Westen. Durch das Dorf Offroicourt fließt der Ruisseau de la Blanche, der über den Val d’Arol und den Madon zur Mosel abfließt und zum Einzugsgebiet des Rheins gehört, während der Ruisseau du Puits de Haye im Nordwesten des Gemeindeareals zum Einzugsgebiet der Maas zählt. Nachbargemeinden von Offroicourt sind Rouvres-en-Xaintois im Norden, Remicourt im Osten, Estrennes im Süden, Viviers-lès-Offroicourt im Südwesten, Gemmelaincourt im Westen sowie Ménil-en-Xaintois im Nordwesten.

## Geschichte
Der Name Offroicourt setzt sich aus dem germanischen Personennamen Alfred / Olfred und der lateinischen Nachsilbe cortem für Hof bzw. Feld zusammen.
Aus dem 10. Jahrhundert ist der Ortsname Olfrodecurte überliefert. Weitere Schreibweisen waren Offroicort (1204), Offroicore (1208), Offreicort (1233), Offricourt (1255), Offroicour (1298), Offracourt (1322), Juxta Offroicuriam (1402), Offraucourt (1478) und Hoffroicour (1656).
In der Zeit des Ancien Régime war Offroicourt der Hauptort einer Baronie. Vom 1515 errichteten Schloss der Familie Sommièvre ist heute nichts mehr erhalten. Einzig eine Straße, die Rue du château, erinnert noch an die Existenz des Herrenhauses.
Im Jahr 1594 gehörte das Dorf zur Vogtei der Vogesen. Auch die Pröpste von Mirecourt und Remoncourt hatten Besitzungen in Offroicourt. 1751 war das Dorf Teil der Vogtei Mirecourt, aus deren Gebiet sich 1790 auch der Kanton Rouvres-en-Xaintois bildete, zu dem Offroicourt bis 1801 gehörte.
Kirchlich war Offroicourt früher ein Anhang der Pfarrei von Saint-Martin-sous-Montfort. Die spätere eigene Pfarrei gehörte zur Diözese Toul und zum Dekanat Porsas.
Das Rathaus- und Schulgebäude entstand 1830 (restauriert 1880).
Im Jahr 1854 forderte eine Choleraepidemie 33 Opfer bei einer Bevölkerungszahl von 500.
Starkregen und anschließende Überschwemmungen in den Jahren 1839 und 1873 führten zur Zerstörung der Steinbrücken.

### Bevölkerungsentwicklung
| Jahr      | 1962 | 1968 | 1975 | 1982 | 1990 | 1999 | 2006 | 2013 | 2021 |
| Einwohner | 152  | 137  | 129  | 149  | 146  | 121  | 147  | 151  | 154  |

Im Jahr 1846 wurde mit 520 Bewohnern die bisher höchste Einwohnerzahl ermittelt. Die Zahlen basieren auf den Daten von cassini.ehess und INSEE.

## Sehenswürdigkeiten

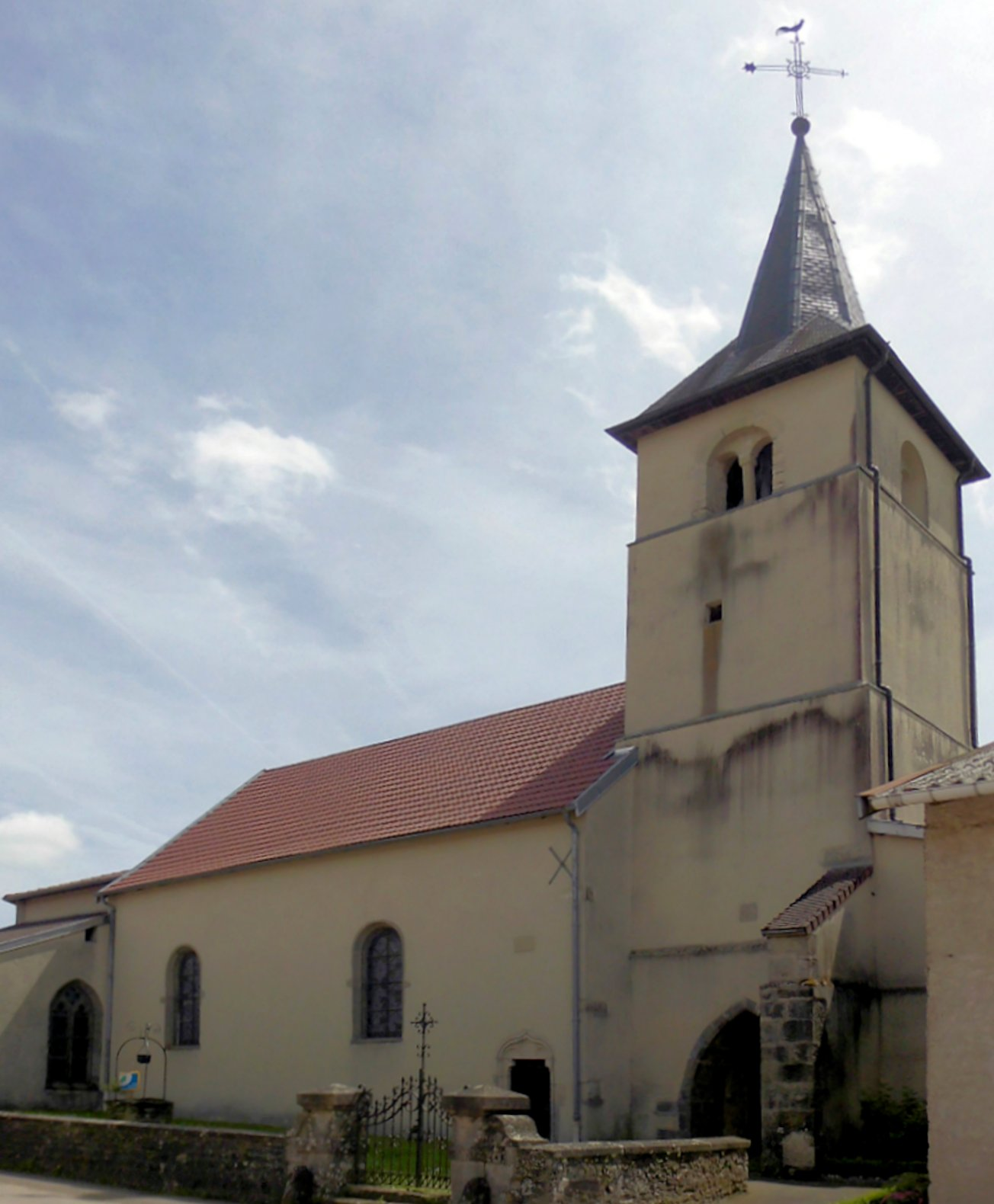
Kirche Mariä Himmelfahrt

Die Kirche Mariä Himmelfahrt (Église de l’Assomption-de-Notre-Dame) aus dem 15. Jahrhundert besteht aus einem fünfeckigen Chor – als Anbau eine einschiffige Schlosskapelle (einige Grabsteine tragen die Jahreszahl 1525) mit einem Turm auf einer Veranda. Das Kirchenschiff wurde im Jahr 1739 auf Kosten des Kapitels von Remiremont über dem Vorgängerbau neu aufgebaut.
In der Kirche finden sich einige sehenswerte Statuen aus der Zeit zwischen 16. und 19. Jahrhundert.

## Wirtschaft und Infrastruktur
Die Landwirtschaft spielt in Offroicourt und Umgebung nach wie vor eine Rolle. In der Gemeinde sind sechs Landwirtschaftsbetriebe ansässig (Milchwirtschaft, Ziegen- und Schafzucht). Einige Einwohner sind Pendler in die Gewerbegebiete der nahen Städte Vittel und Mirecourt.
Die teilweise zweistreifig ausgebaute Schnellstraße D 166 von Épinal über Mirecourt nach Neufchâteau verläuft fünf Kilometer nördlich von Offroicourt. Straßenverbindungen bestehen auch in die Nachbargemeinden Remicourt und Viviers-lès-Offroicourt.

## Persönlichkeiten
- Armand Maillard, Erzbischof von Bourges, am 18. Juni 1943 in Offroicourt geboren

## Belege
1. ↑  Dictionnaire topographique de la France (Topographisches Wörterbuch von Frankreich)
2. ↑  Offroicourt auf vosges-archives.com. (pdf; 100 kB) Archiviert vom Original (nicht mehr online verfügbar) am 17. Februar 2016; abgerufen am 14. Februar 2016 (französisch).  Info: Der Archivlink wurde automatisch eingesetzt und noch nicht geprüft. Bitte prüfe Original- und Archivlink gemäß Anleitung und entferne dann diesen Hinweis.
3. ↑  Offroicourt auf cassini.ehess
4. ↑  Offroicourt auf INSEE
5. ↑  Geschichte auf communeoffroicourt.pagesperso-orange.fr (französisch)
6. ↑  Statuen auf www.culture.gouv.fr (französisch)
7. ↑  Landwirtschaftsbetriebe auf annuaire-mairie.fr (französisch)